# ويليام مكينون
ويليام مكينون (بالإنجليزية: William McKinnon) هو مدرب كرة قدم ولاعب كرة قدم بريطاني (وحمل سابقاً جنسية المملكة المتحدة لبريطانيا العظمى وأيرلندا) في مركز جناح ‏، ولد في 6 يونيو 1859 في المملكة المتحدة، وتوفي في 14 أكتوبر 1899. شارك مع منتخب اسكتلندا لكرة القدم. أما مع النوادي، فقد لعب مع نادي دمبرتون.

## وصلات خارجية
- ويليام مكينون على موقع الاتحاد الإسكتلندي (الإنجليزية)
- ويليام مكينون على موقع قاعدة بيانات كرة القدم.إي يو (الإنجليزية)